# Norbert Brunner
Norbert Brunner (ur. 21 czerwca 1942 w Naters) – szwajcarski duchowny katolicki, biskup Sion w latach 1995-2014. 
Święcenia kapłańskie otrzymał 6 lipca 1968. 
1 kwietnia 1995 papież Jan Paweł II mianował go biskupem Sion. Sakry biskupiej udzielił mu jego poprzednik - kard. Henri Schwery. W latach 2010–2012 był przewodniczącym Konferencji Episkopatu Szwajcarii.
8 lipca 2014 papież Franciszek przyjął jego rezygnację z pełnionego urzędu i wyznaczył jego następcą ojca Jean-Marie Lovey.